# Uwe Jannsen
Uwe Jannsen (* 11. März 1954 in Meddewade) ist ein deutscher Mathematiker, der sich mit Algebra, algebraischer Zahlentheorie und algebraischer Geometrie beschäftigt.

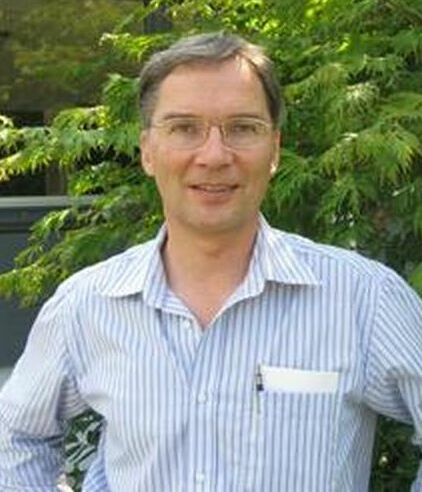
Uwe Jannsen, 2009

## Leben
Jannsen studierte Mathematik und Physik an der Universität Hamburg mit dem Diplom in Mathematik 1978 und der Promotion bei Helmut Brückner und Jürgen Neukirch 1980 (Über Galoisgruppen lokaler Körper, Inventiones Mathematicae, Bd. 70, 1982, S. 73). 1983/84 war er als Post-Doktorand an der Harvard University. 1980 bis 1989 war er Assistent und dann Dozent an der Universität Regensburg, an der er sich 1988 habilitierte. 1989 bis 1991 hatte er eine Forschungsprofessur am Max-Planck-Institut für Mathematik in Bonn. 1991 wurde er ordentlicher Professor an der Universität Köln und seit 1999 ist er Professor an der Universität Regensburg.
Jannsen beschäftigte sich unter anderem mit der Galois-Theorie algebraischer Zahlkörper, und in der algebraischen Geometrie mit der Theorie der Motive von Alexander Grothendieck und anderen, einer Kohomologietheorie für algebraische Varietäten, ihrer Erweiterung in gemischten Motiven (nach Pierre Deligne), motivischer Kohomologie (nach Wladimir Wojewodski), Hasse-Prinzipien (Lokal-Global-Prinzip) und Auflösung von Singularitäten. Mit Kay Wingberg beschrieb er Anfang der 1980er Jahre vollständig die absolute Galois-Gruppe p-adischer Zahlkörper, also im lokalen Fall.
1994 war er Invited Speaker auf dem Internationalen Mathematikerkongress (ICM) in Zürich (Mixed Motives, Motivic cohomology and Ext-groups).
Seit 2009 ist er ordentliches Mitglied der Bayerischen Akademie der Wissenschaften, seit 2011 der Academia Europaea.
Einer seiner Schüler ist Moritz Kerz.

## Schriften
- Mixed Motives and algebraic K-theory, Lecturenotes in Mathematics Bd. 1400, Springer Verlag 1990 (mit Anhängen von C. Schoen, Spencer Bloch).
- mit Steven Kleiman, Jean-Pierre Serre (Herausgeber): Motives, Proc. Symposium Pure Mathematics Bd. 55, 2 Bände, American Mathematical Society 1994 (Konferenz University of Washington, Seattle, 1991)
- Motives, Numerical Equivalence and semi-simplicity, Inventiones Mathematicae, Bd. 107 1992, S. 447, Online hier[4]